# Corbu (okręg Konstanca)
Corbu – wieś w Rumunii, w okręgu Konstanca, w gminie Corbu. W 2011 roku liczyła 4908 mieszkańców.